# Björnbäcksgölen
Björnbäcksgölen är en sjö i Hultsfreds kommun i Småland och ingår i Emåns huvudavrinningsområde.